# Яшилькуль
Яшильку́ль (тадж. Яшилкӯл) — підпрудне озеро на Південному Памірі в Горно-Бадахшанській автономній області Таджикистану. Розташоване на висоті 3 734 метрів. Займає площу 36,1 км². Глибина досягає 50 метрів.
З озера витікає річка Гунт, сточища Амудар'ї. Живлення снігове і льодовикове.   Вважається, що озеро утворилося в результаті обвалу, у XIII столітті. В результаті обвалу була перегороджена річка Алічур, що і послужило поштовхом до створення озера. Підтвердженням даної версії є розшифровані арабські написи на скелях над озером.